# Stichus
Stichus és una comèdia escrita pel dramaturg romà Plaute, basada en l'obra de Menandre (un dels grans inspiradors de Plaute) titulada Ἀδελφοί (Els germans). Es tracta d'una fabula palliata en què els personatges i l'ambientació són grecs. Stichus és una composició breu, de 725 versos, que sobta per la falta d'elements presents en la majoria de comèdies de Plaute (amenaces a l'esclau relatives al treball al molí, el jove enamorat que és ajudat per l'esclau, etc.), i per la falta d'intriga en l'argument.
Tot i això, la comèdia podria interpretar-se com una crítica social a la classe benestant de l'època, ja que, quan tornen els marits de les dues germanes, el seu sogre (que estava disposat a casar les seves filles de nou) es mostra adulador per tal d'aconseguir alguna cosa de les riqueses que acaben d'obtenir. Per tant, el personatge que semblava més noble és el que, al final de la comèdia, es comporta de la manera més baixa, mentre que els personatges més pobres són els més dignes.
És inevitable veure l'obra com un triomf de l'amor conjugal, i s'ha dit que si Plaute li hagués donat més importància a aquest tema, Stichus hauria estat una gran obra amb la fidelitat com a conclusió moral. El cert és que Plaute va centrar-se en l'aspecte còmic de l'obra, deixant a part altres qüestions. En qualsevol cas, en Stichus, Plaute demostra la seva qualitat com a comediògraf superposant constantment situacions còmiques que busquen la rialla del públic.

## Argument
Panegiris i Pàmfila, les dues filles d'Antifó, estan casades amb dos homes de pocs recursos que van haver de marxar a l'estranger a buscar fortuna. Antifont intenta casar-les en segones noces amb dos homes de més profit que els anteriors, però la menor, Pàmfila, convenç Panegiris per a esperar-los. Acaben tornant els seus marits amb una gran fortuna de l'estranger i són rebuts amb gran adulació per part de tothom.
L'obra acaba amb una festa en què Stichus i Sangarí s'enamoren de la mateixa meretriu. Al final, l'esclau Stichus dona beure al flautista que toca en la festa (i acompanya la representació de l'obra).

## Repartiment
- Panegiris, esposa d'Epignom.
- Pàmfila, germana menor de Panegiris i esposa de Pamfilip.
- Antifó, vell, pare de les dues germanes.
- Gelàssim, paràsit.
- Crococi, esclava de Panegiris.
- Pinaci, jove esclau de Panegiris.
- Epignom, germà de Pamfilip.
- Pamfilip, marit de Pàmfila.
- Stichus, esclau d'Epignom.
- Sangarí, esclau de Pamfilip.
- Estefania, esclava de Pàmfila. Una flautista.